# Cirrhinus reba
Cirrhinus reba е вид лъчеперка от семейство Шаранови (Cyprinidae). Видът не е застрашен от изчезване.

## Разпространение
Разпространен е в Бангладеш, Индия, Непал и Пакистан.